# 9654 Seitennokai
9654 Seitennokai è un asteroide della fascia principale. Scoperto nel 1996, presenta un'orbita caratterizzata da un semiasse maggiore pari a 2,3427903 UA e da un'eccentricità di 0,1719267, inclinata di 1,12569° rispetto all'eclittica.